# Nieman (przedsiębiorstwo)
Nieman – białoruski producent autobusów, mający swoją siedzibę w Lidzie w obwodzie grodzieńskim.

## Historia i opis fabryki
Budowa zakładów zaczęła się w 1984 roku. Fabryka początkowo produkowała mobilne systemy kontroli dla armii ZSRR. W 1991 roku po rozpadzie ZSRR i odłączeniu się Białorusi spadła liczba zamówień wojskowych przez co zakład przerzucił się na produkcję wyrobów konsumenckich, a później na produkcję autobusów LiAZ 5256 a także samochodów dostawczych GAZ Gazela. W 1998 roku rozpoczęto pracę nad autobusem Nieman-5201, a w 2001 roku rozpoczęła się produkcja seryjna autobusów serii Nieman. W 2014 roku zarządzeniem Państwowego Komitetu Wojskowo-Przemysłowego Republiki Białorusi zakłady w Lidzie stały się częścią MZKT. 

## Modele
- Nieman-5201
- Nieman-52012
- Nieman-520122
- Nieman-3232
- Nieman-4202